# Frea virgata
Frea virgata är en skalbaggsart som först beskrevs av Max Quedenfeldt 1882.  Frea virgata ingår i släktet Frea och familjen långhorningar.
Artens utbredningsområde är:
- Angola.
- Gabon.
- Ghana.

Inga underarter finns listade i Catalogue of Life.